# Mirbelia viminalis
Mirbelia viminalis är en ärtväxtart som först beskrevs av George Bentham, och fick sitt nu gällande namn av Charles Austin Gardner. Mirbelia viminalis ingår i släktet Mirbelia och familjen ärtväxter. Inga underarter finns listade i Catalogue of Life.